# Gante-Wevelgem 2021
La 83.ª edición de la clásica ciclista Gante-Wevelgem (nombre oficial en inglés: Gent-Wevelgem in Flanders Fields) fue una carrera en Bélgica que se celebró el 28 de marzo de 2021 con inicio en la ciudad de Ypres y final en la ciudad de Wevelgem sobre un recorrido de 247 kilómetros.
La carrera formó parte del UCI WorldTour 2021, calendario ciclístico de máximo nivel mundial, siendo la décima carrera de dicho circuito que fue ganada por el belga Wout van Aert del Jumbo-Visma. Completaron el podio, como segundo y tercer clasificado respectivamente, los italianos Giacomo Nizzolo del Qhubeka ASSOS y Matteo Trentin del UAE Emirates.

## Equipos participantes
Tomaron parte en la carrera 25 equipos: 19 de categoría UCI WorldTeam y 6 de categoría UCI ProTeam. Formaron así un pelotón de 158 ciclistas de los que acabaron 91. Los equipos participantes fueron:
| WorldTeams (19)- AG2R Citroën Team - Astana-Premier Tech - Bahrain Victorious - Bora-Hansgrohe - Cofidis - Deceuninck-Quick Step - EF Education-Nippo - Groupama-FDJ - Ineos Grenadiers - Intermarché-Wanty-Gobert Matériaux - Israel Start-Up Nation - Jumbo-Visma - Lotto Soudal - Movistar Team - Team BikeExchange - Team DSM - Qhubeka Assos - Trek-Segafredo - UAE Team Emirates ProTeams (6)- Alpecin-Fenix - Arkéa-Samsic - B&B Hotels p/b KTM - Bingoal Pauwels Sauces WB - Sport Vlaanderen-Baloise - Total Direct Énergie |
| |

## Clasificaciones finales
- Las clasificaciones finalizaron de la siguiente forma:[2]

### Clasificación general
| \| Clasificación general \| Clasificación general \| Clasificación general \| Clasificación general \| Clasificación general \| \| Ciclista \| Ciclista \| Equipo \| Tiempo \| \| \| --------------------- \| --------------------- \| --------------------- \| --------------------- \| --------------------- \| \| 1.º \| Wout van Aert \| Jumbo-Visma \| 5 h 45 min 11 s \| \| \| 2.º \| Giacomo Nizzolo \| Qhubeka Assos \| + 0 s \| \| \| 3.º \| Matteo Trentin \| UAE Team Emirates \| + 0 s \| \| \| 4.º \| Sonny Colbrelli \| Bahrain Victorious \| + 0 s \| \| \| 5.º \| Michael Matthews \| BikeExchange \| + 0 s \| \| \| 6.º \| Stefan Küng \| Groupama-FDJ \| + 0 s \| \| \| 7.º \| Nathan Van Hooydonck \| Jumbo-Visma \| + 3 s \| \| \| 8.º \| Dylan van Baarle \| Ineos Grenadiers \| + 52 s \| \| \| 9.º \| Anthony Turgis \| Total Direct Énergie \| + 54 s \| \| \| 10.º \| Gianni Vermeersch \| Alpecin-Fenix \| + 1 min 25 s \| \| |                      |                      |                 |
| |                      |                      |                 |
| Fuentes: ProCyclingStats Cycling Quotient |                      |                      |                 |
| Clasificación general |                      |                      |                 |
| Ciclista | Ciclista             | Equipo               | Tiempo          |
| 1.º | Wout van Aert        | Jumbo-Visma          | 5 h 45 min 11 s |
| 2.º | Giacomo Nizzolo      | Qhubeka Assos        | + 0 s           |
| 3.º | Matteo Trentin       | UAE Team Emirates    | + 0 s           |
| 4.º | Sonny Colbrelli      | Bahrain Victorious   | + 0 s           |
| 5.º | Michael Matthews     | BikeExchange         | + 0 s           |
| 6.º | Stefan Küng          | Groupama-FDJ         | + 0 s           |
| 7.º | Nathan Van Hooydonck | Jumbo-Visma          | + 3 s           |
| 8.º | Dylan van Baarle     | Ineos Grenadiers     | + 52 s          |
| 9.º | Anthony Turgis       | Total Direct Énergie | + 54 s          |
| 10.º | Gianni Vermeersch    | Alpecin-Fenix        | + 1 min 25 s    |

## Ciclistas participantes y posiciones finales
Convenciones:
- AB: Abandono
- FLT: Retiro por llegada fuera del límite de tiempo
- NTS: No tomó la salida
- DES: Descalificado o expulsado

## UCI World Ranking
La Gante-Wevelgem otorgó puntos para el UCI World Ranking para corredores de los equipos en las categorías UCI WorldTeam, UCI ProTeam y Continental. Las siguientes tablas muestran el baremo de puntuación y los 10 corredores que obtuvieron más puntos:
| Posición   | 1.º | 2.º | 3.º | 4.º | 5.º | 6.º | 7.º | 8.º | 9.º | 10.º | 11.º | 12.º | 13.º | 14.º | 15.º | 16.º-20.º | 21.º-30.º | 31.º-50.º | 51.º-55.º | 56.º-60.º |
| Puntuación | 500 | 400 | 325 | 275 | 225 | 175 | 150 | 125 | 100 | 85   | 70   | 60   | 50   | 40   | 35   | 30        | 20        | 10        | 5         | 3         |

| Clasificación |                      |                      |        |
| Posición      | Ciclista             | Equipo               | Puntos |
| ------------- | -------------------- | -------------------- | ------ |
| 1.º           | Wout van Aert        | Jumbo-Visma          | 500    |
| 2.º           | Giacomo Nizzolo      | Qhubeka ASSOS        | 400    |
| 3.º           | Matteo Trentin       | UAE Emirates         | 325    |
| 4.º           | Sonny Colbrelli      | Bahrain Victorious   | 275    |
| 5.º           | Michael Matthews     | BikeExchange         | 225    |
| 6.º           | Stefan Küng          | Groupama-FDJ         | 175    |
| 7.º           | Nathan Van Hooydonck | Jumbo-Visma          | 150    |
| 8.º           | Dylan van Baarle     | INEOS Grenadiers     | 125    |
| 9.º           | Anthony Turgis       | Total Direct Énergie | 100    |
| 10.º          | Gianni Vermeersch    | Alpecin-Fenix        | 85     |